# Папуга короткохвостий
Папу́га короткохво́стий (Graydidascalus brachyurus) — вид папугоподібних птахів родини папугових (Psittacidae). Це малодосліджений вид папуг, що мешкає в Південній Америці, єдиний представник монотипного роду Короткохвостий папуга (Graydidascalus). Його найближчими родичами є жовточеревий амазон і представники роду Папуга-червоногуз (Pionus).

## Опис
Довжина птаха становить 24 см. Забарвлення переважно зелене, крила жовтувато-зелені. Основа хвоста червона, край крила червоний. Навколо очей кільця голої сірої шкіри, райдужки темно-коричневі. Дзьоб великий, темний. Восковиця сіра, смуги між очима і дзьобом сірі. Лапи сірі. Хвіст короткий.

## Поширення й екологія
Короткохвості папуги поширені в Бразилії, Колумбії, Еквадорі, Французькій Гвіані і Перу. Вони живуть в амазонській сельві, мангрових та варзейських лісах (тропічних лісах у заплавах Амазонки та її приток). Зустрічаються на висоті до 400 м над рівнем моря. Живляться горіхами, насінням, плодами та ягодами.